# Vulcan Ab
Vulcan Ab var ett finländskt verkstadsföretag och varv i Åbo, som grundades 1898 av Carl Fredrik Junnelius (1838–1907) och var verksamt till 1924, då det fusionerades med Ab Crichton till Ab Crichton-Vulcan Oy. Det låg nära Åbo gasklocka på östra sidan av Aura å.
Vulcans verksamhet var en fortsättning av den i Åbo Mekaniska Verkstads Ab, som upphörde efter en konkurs i slutet av 1890-talet. Vulcan tillverkade fartyg, dieselmotorer, lok, pumpar och ångmaskiner. Företaget hade också en filial sedan 1907 i Sankt Petersburg, där det bland annat tillverkades vapen för Ryssland, tills kejsardömet inskränkte sådan upphandling från Storfurstendömet Finland. Den ryska filialen drevs till 1914.
År 1920 blev Allan Staffans chef. Han genomdrev 1924 att Vulcan slogs samman med konkurrenten Ab Crichton, som låg tvärs över Aura å.
Vulcan Ab hade 300 anställda 1911. 

## Byggda fartyg i urval
- Förin, kabelfärja, 1904
- S/S Aranda, passagerarfartyg, från 1939 forskningsfartyg, 1920
- Fyrskeppet Nr 18F Storbrotten, 1925[1]

## Bildgalleri

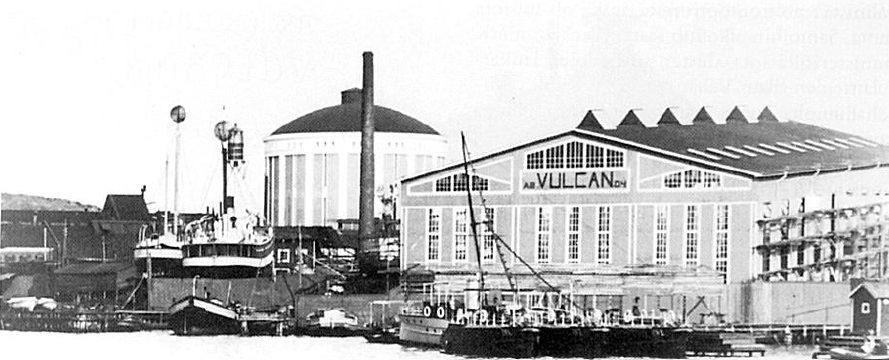
Fabriksområdet, omkring 1920
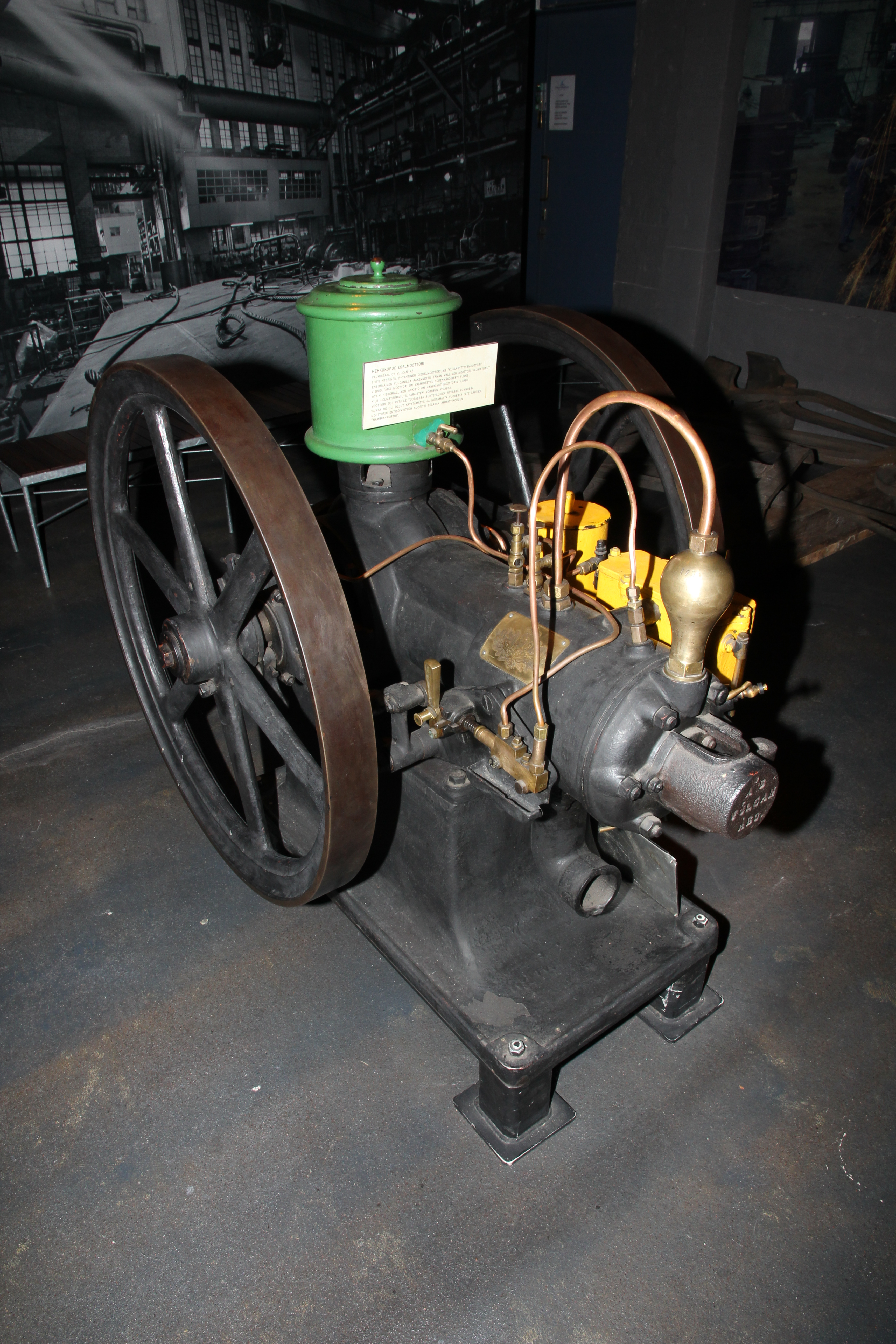
Tändkulemotor från 1912
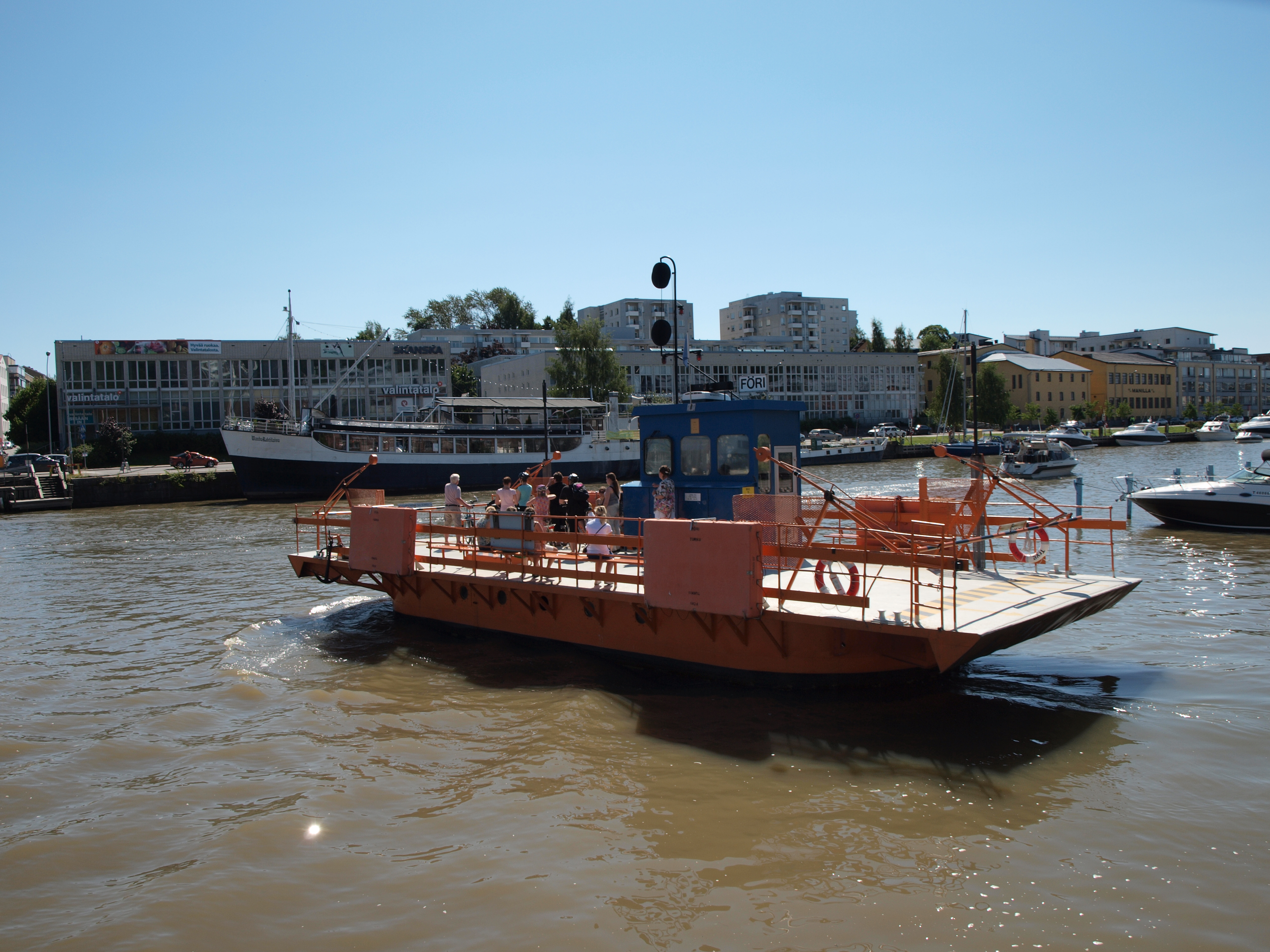
Färjan Förin, byggd 1904, i Aura å i Åbo
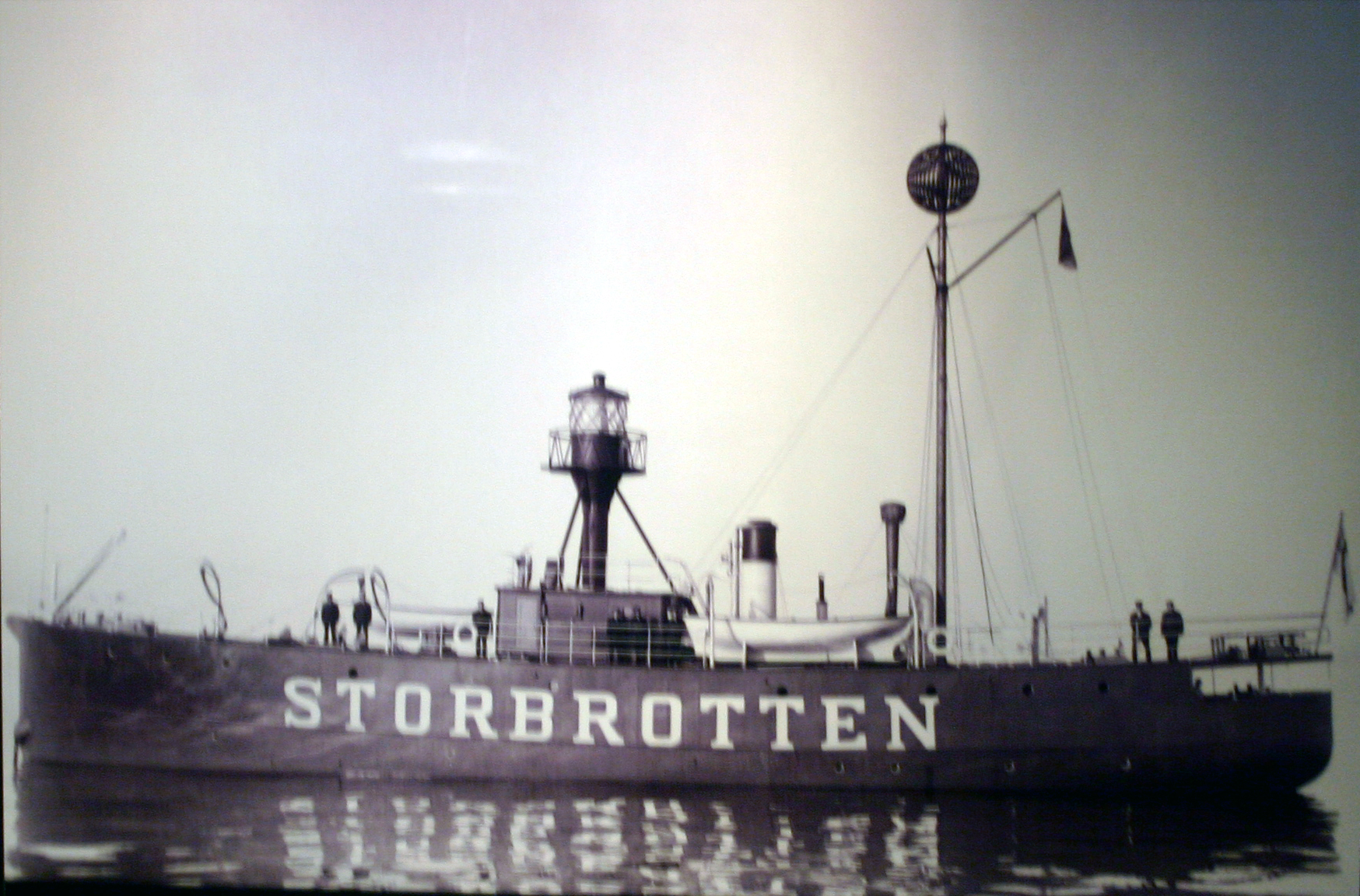
Fyrskeppet Nr 18F Storbrotten